# Refuge (2006)
Refuge is een documentairefilm uit 2006 van regisseur John Halpern over Tibet en Tibetanen in en buiten Tibet en de spirituele invloed vanuit de Tibetaanse cultuur op het Westen. De muziek werd gecomponeerd door Steve Reich.

## Verhaal
De film begint vanaf de opstand in Tibet en de erop volgende Tibetaanse diaspora eind van de jaren 50. De film concentreert zich op de spirituele ontwikkelingen in ballingschap. De verhaallijn toon de invloed van het Westen op Tibetanen en de invloed die de Tibetaanse spiritualiteit op Westerlingen.

## Rolverdeling
| Acteur                 | Personage |
| ---------------------- | --------- |
| Dalai lama             |           |
| Tenzin Palmo           |           |
| Bernardo Bertolucci    |           |
| David Chadwick         |           |
| Khenchen Pälden Sherab |           |
| Khenpo Tsewang Dongyal |           |
| Khyentse Norbu         |           |
| Martin Scorsese        |           |
| Melissa Mathison       |           |
| Oliver Stone           |           |
| Philip Glass           |           |
| Sakyong Mipham         |           |
| Shenphen Dawa          |           |

## Film
- Boeddhistische omroep